# ジミー・ヒース

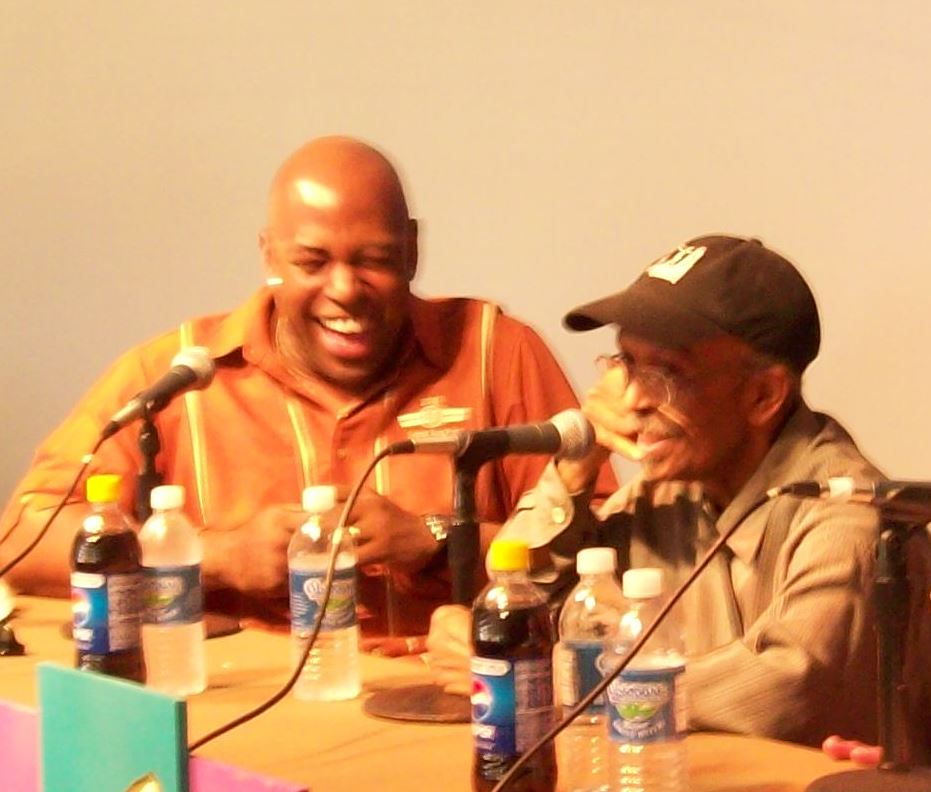
クリスチャン・マクブライド（左）と談笑（2007年）

ジミー・ヒース（Jimmy Heath、1926年10月25日 - 2020年1月19日）は、アメリカ合衆国のジャズ・サクソフォーン奏者、作曲家、アレンジャー。あだ名は「リトル・バード (Little Bird)」。ベースのパーシー・ヒース、ドラムのアルバート・ヒースは兄弟。ジェームズ・エムトゥーメの父にあたる。

## 略歴

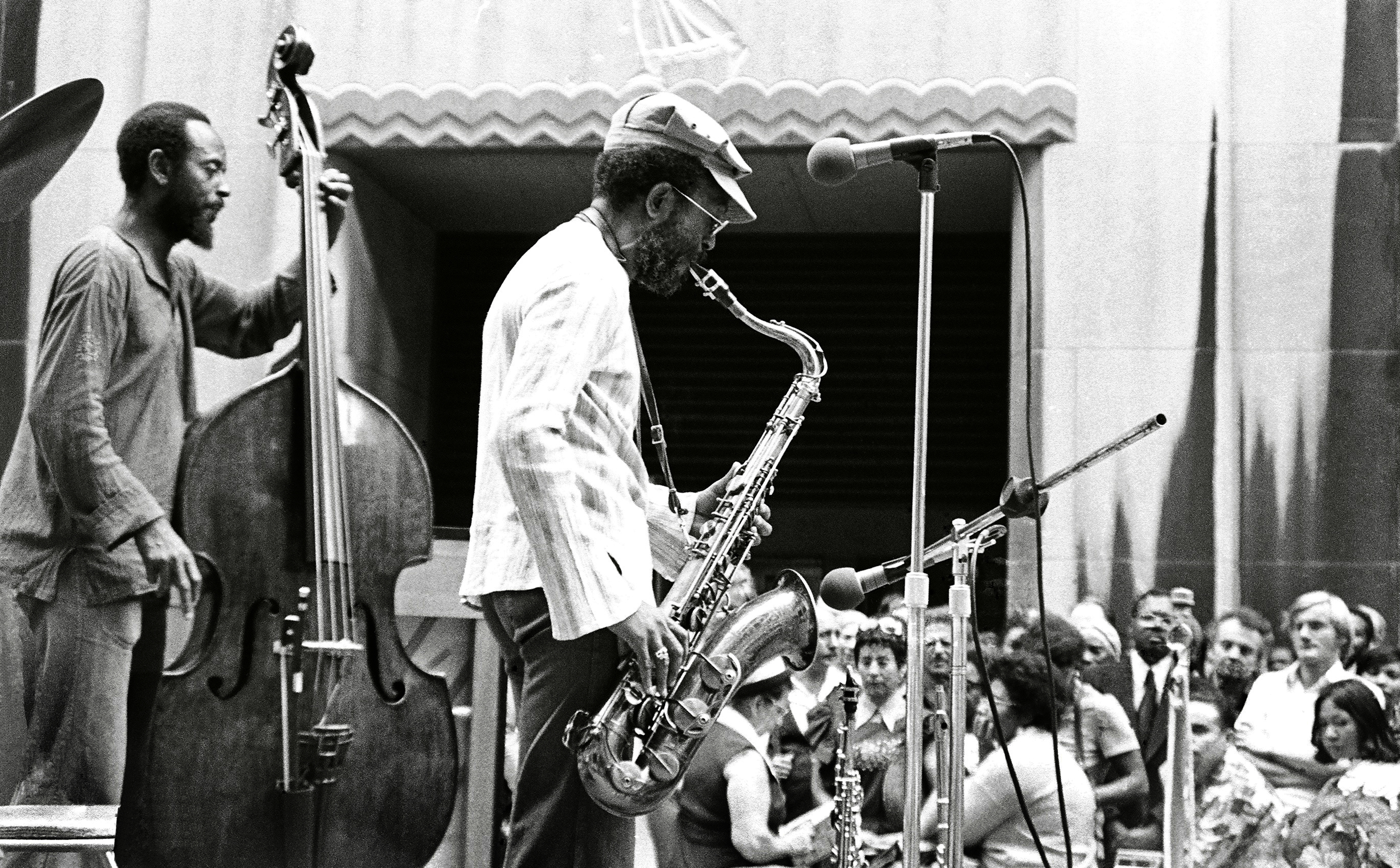
パーシー・ヒース（左）とジミー（1977年）

元はアルト・サクソフォーンを吹いていたが、1940年代後半にチャーリー・パーカーがハワード・マギーやディジー・ガレスピーと演奏しているのを聴き、テナーに変えた。それ故、「リトル・バード」と呼ばれるようになった。
1959年にジョン・コルトレーンに替わりマイルス・デイヴィス・バンドに短期間参加。ケニー・ドーハムやギル・エヴァンスとも共演。
1960年代にはミルト・ジャクソンやアート・ファーマーとよく共演。
1975年、兄弟でザ・ヒース・ブラザーズを組み、ピアノのスタンリー・カウエルも参加した。
1956年にチェット・ベイカーとアート・ペッパーのアルバム『プレイボーイズ (Playboys)』では、曲の大半を作曲した。
1980年代に、ニューヨーク市立大学クイーンズ校の音楽学部の教授に就任。20年以上教えた。ドナルド・バードなどを招聘した
。
米ジョージア州ローガンビルで、老衰のために亡くなった。

## 人物・家族
友人のマイルス・デイヴィスは自伝『完本マイルス・デイヴィス自叙伝』（中山康樹訳）（p236）で1952年をふりかえる。
「ジミーは小さな足をしていたが、いつも格好良い靴を履いて粋な服を着ていた。ヒース兄弟は音楽一家で、しかも母親が大変な料理上手だったから、ヒース家にはいつも、たくさんのミュージシャンがたむろしていた。ジミーはビッグ・バンドを持っていて、そこにはジョン・コルトレーンも入っていた。奴らはヒップで、演奏もすごい、すばらしい連中だった」。

## 楽曲
- 「C.T.A.」：リー・モーガンが1957年アルバム『キャンディ』で、マイルス・デイヴィスがブルーノートで演奏した。
- 「Gingerbread Boy」：マイルス・デイヴィスが1967年アルバム『マイルス・スマイルズ』と『Live In Europe 1967』（2011年発売）で演奏。

## 出演
ヒースは1991年、コルトレーンの伝記ドキュメンタリー『ジョン・コルトレーンの世界』に出演し、コルトレーンに関し多くのことを語った。

## ディスコグラフィ

### リーダー・アルバム
- 『ザ・サンパー』 - The Thumper (1959年、Riverside)
- 『リアリー・ビッグ!』 - Really Big! (1960年、Riverside)
- 『ザ・クォータ』 - The Quota (1961年、Riverside)
- 『トリプル・スレット』 - Triple Threat (1962年、Riverside)
- 『スワンプ・シード』 - Swamp Seed (1963年、Riverside)
- Fast Company (1964年、Milestone)
- Nice People (1964年、Original Jazz Classics)
- 『オン・ザ・トレイル』 - On the Trail (1964年、Riverside)
- Jam Gems: Live at the Left Bank (1965年、Label M) ※with フレディ・ハバード
- 『ギャップ・シーラー』 - The Gap Sealer (1972年、Cobblestone) ※『Jimmy』(Muse)として再発あり
- Love and Understanding (1973年、Muse)
- The Time and the Place (1974年、Landmark)
- 『ピクチャー・オブ・ヒース』 - Picture of Heath (1975年、Xanadu)
- 『ニュー・ピクチャー』 - New Picture (1985年、Landmark)
- 『ピアー・プレジャー』 - Peer Pleasure (1987年、Landmark)
- You've Changed (1991年、SteepleChase)
- 『リトル・マン・ビッグ・バンド』 - Little Man Big Band (1992年、Verve)
- You or Me (1995年、SteepleChase)
- Turn Up the Heath (2006年、Planet Arts)
- Endless Search (2010年、Origin)
- Our Jazz Family(2012年、JZAZ Records)
- Togetherness:Live at the Blue Note  (2014年、Jazz Legacy Productions)
- My Ideal (2014年、Jazz Elite S.P.) ※デジタル
- Love Letter (2020年、Impulse!)

### ザ・ヒース・ブラザーズ
- 『マーチン・オン!』 - Marchin' On! (1975年、Strata-East)
- 『パッシング・スルー…』 - Passin' Thru (1978年、Columbia)
- Live at the Public Theatre (1979年、Columbia)
- In Motion (1979年、Columbia)
- Expressions of Life (1980年、Columbia)
- 『ブラザリィ・ラヴ』 - Brotherly Love (1981年、Antilles)
- Brothers and Others (1981年、Antilles)
- As We Were Saying (1997年、Concord)
- Jazz Family (1998年、Concord)
- Endurance (2009年、Jazz Legacy Productions)

### 参加アルバム
- ハワード・マギー : 『ハワード・マギー&ミルト・ジャクソン』 - The Howard McGhee Sextet with Milt Jackson (1948年)
- ブルー・ミッチェル : 『ブルー・ソウル』 - Blue Soul (1959年、Riverside)
- ジュリアン・プリースター : 『キープ・スウィンギン』 - Keep Swingin' (1960年、Riverside)
- サム・ジョーンズ : 『ザ・ソウル・ソサエティ』 - The Soul Society (1960年、Riverside)
- ナット・アダレイ : That's Right! (1960年、Riverside)
- ケニー・ドーハム : 『ショウボート』 - Showboat (1960年、Time)
- エルモ・ホープ : 『ホームカミング!』 - Homecoming! (1961年、Riverside)
- ブルー・ミッチェル : 『ア・シュア・シング』 - A Sure Thing (1962年、Riverside)
- カーティス・フラー : 『ソウル・トロンボーン』 - Soul Trombone (1962年、Impulse!)
- ミルト・ジャクソン : 『ビッグ・バグス』 - Big Bags (1962年、Riverside)
- ミルト・ジャクソン : 『インヴィテーション』 - Invitation (1962年、Riverside)
- ポニー・ポインデクスター : 『ポニーズ・エクスプレス』 - Pony's Express (1962年)
- ミルト・ジャクソン : 『ステイトメンツ』 - Statements (1962年、Impulse!)
- ミルト・ジャクソン : 『ミルト・ジャクソン・アット・ザ・ヴィレッジ・ゲイト』 - Milt Jackson Quintet Live at the Village Gate (1963年、Riverside)
- ミルト・ジャクソン : 『ヴァイブレイションズ』 - Vibrations (1964年、Atlantic)
- ミルト・ジャクソン : 『ジャズ・ン・サンバ』 - Jazz 'n' Samba (1964年、Impulse!)
- ミルト・ジャクソン : 『イン・ア・ニュー・セッティング』 - In a New Setting (1964年、Limelight)
- ミルト・ジャクソン : 『モンタレー・ミスト』 - Ray Brown / Milt Jackson (1965年、Verve) ※with レイ・ブラウン
- ドナルド・バード : 『アップ・ウィズ・ドナルド・バード』 - Up with Donald Byrd (1965年、Verve)
- カル・ジェイダー : 『ソウル・ソース』 - Soul Sauce (1965年、Verve)
- ミルト・ジャクソン : 『ボーン・フリー』 - Born Free (1966年、Limelight)
- アルバート・ヒース : 『カワイダ』 - Kawaida (1969年、O'Be) ※with エド・ブラックウェル、ハービー・ハンコック、バスター・ウィリアムス、ジェームズ・エムトゥーメ
- ハービー・マン : Big Boss Mann (1970年)
- チャールズ・アーランド : Black Drops (1970年、Prestige)
- カーティス・フラー : 『スモーキン』 - Smokin' (1972年、Mainstream)
- ドン・パターソン : These Are Soulful Days (1972年、Muse)
- レッド・ガーランド : 『ザ・クオータ』 - The Quota (1974年)
- ミルト・ジャクソン : 『オリンガ』 - Olinga (1974年、CTI)
- スタンリー・カウエル : 『リジェネレーション』 - Regeneration (1976年)
- コンティニュアム : 『マッド・アバウト・タッド (タッド・ダメロンに捧ぐ)』 - Mad About Tadd (1980年、Palo Alto)[7]
- モダン・ジャズ・カルテット : 『結成40周年記念』 - MJQ & Friends: A 40th Anniversary Celebration (1994年、Atlantic)
- ナンシー・ウィルソン : 『ターンド・トゥ・ブルー』 - Turned to Blue (2006年)